# Alphonse de Fortia de Piles
Pour les autres membres de la famille, voir Fortia.
Pour les articles homonymes, voir Pile.

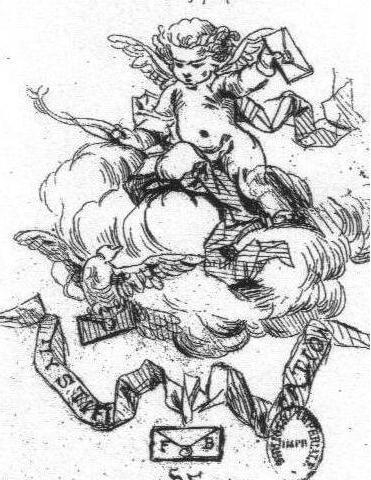
Ex libris de Caillot-Duval (dans l'œuvre de Lorédan Larchey)

Alphonse-Toussaint-Joseph-André-Marie-Marseille de Fortia de Piles, comte de Piles, duc de Fortia (18 août 1758 à Marseille (Provence) en France - 18 février 1826 à Sisteron (Alpes-de-Haute-Provence)), est gouverneur et viguier de Marseille, en survivance de son père et de son grand-père.
Auteur des Mystifications de Caillot-Duval, avec son camarade du régiment de Nancy, Pierre-Marie-Louis de Boisgelin de Kerdu.

## Biographie
Le nom de Caillot-Duval est un pseudonyme inventé par deux lieutenants de qualité, Alphonse-Toussaint-Joseph-André-Marie-Marseille, comte de Fortia de Piles, et Pierre-Marie-Louis de Boisgelin de Kerdu.
Vers 1784, ils s'ennuyaient à Nancy, où leur régiment tenait garnison. D'autres provinces leur auraient sans doute offert des quartiers plus maussades, mais l'ancienne capitale de Stanislas pouvait-elle lutter avec le souvenir de ce Paris apprécié par eux au double titre d'hommes du monde et de gens d'esprit ? Un jour cependant, il leur vint une idée : ils cherchèrent dans les causes mêmes de leur ennui une arme pour le combattre.
Il leur prend d’abord la lubie de féliciter ridiculement un magistrat du lieu, qui s’en rengorge d’aise. L’aventure les met en joie, ils continuent. Ils font croire à une danseuse de l’Opéra qu’un prince russe richissime veut en faire sa maîtresse sans l’avoir jamais vue. Ils demandent à un facteur d’instrument de fournir à un prince tout aussi imaginaire une trentaine de trompes marines ; ils commandent au bottier du roi des bottes sans coutures ; ils couvrent d’éloges un littérateur de province. Beaucoup répondent très sérieusement et sans y voir malice.
Autant de poissons d’avril sans date, autant de mystifications épistolaires poursuivies avec une constance rare, sans but frauduleux et sans réelle méchanceté, que les deux compères publièrent avec les réponses, en 1795, dans un ouvrage très rare. Malgré l'emphase vraiment grotesque de ces épîtres traîtresses, la fable en est si habilement ménagée, elle est circonstanciée avec un art si ingénieux qu'on finit par ne plus s'étonner de voir les plus graves personnages tomber dans le panneau. Pendant que son ami et son compagnon de route, Louis de Boisgelin, travaille sur ses ouvrages, Fortia, plus fidèle à la langue maternelle, se réserve de publier le voyage de deux Français en Allemagne, Suède, Danemark, Russie et Pologne, à l'exactitude duquel on rend généralement hommage. Cette vie d'union ne devait avoir qu'un temps.
Fixé en Angleterre, Boisgelin ne rentra en France qu'avec les Bourbons. Paris avait revu Fortia dès la chute de Robespierre, et sa plume y servit la cause du royalisme jusqu'en 1825. Il aimait les anecdotes et le théâtre, se plaisait à la polémique et traitait volontiers la question du moment.
Les succès nouvelles passent pour avoir déterminé sa retraite à Sisteron ; sa mort date de 1826. Si on en excepte quelques pièces données à la même époque, au théâtre de Nancy, par Mr. de Fortia, la Correspondance de Caillot-Duval fut le premier ouvrage de nos deux amis. Nés en 1758, ils avaient alors vingt-sept ans.
On suppose généralement qu'ils quittèrent le régiment du roi après les troubles de Nancy, en 1790. Cependant un État particulier du régiment ne porte plus le nom de M. de Fortia en 1788. Mr de Boisgelin y figure seul avec le grade de lieutenant.
Plus tard, ce fut M. de Fortia qui, rentré à Paris, s'occupa de publier toutes les lettres écrites de Nancy de 1784 à 1786, ainsi que les réponses faites à leur sujet. Voici le titre exact de cet ouvrage : « Correspondance philosophique de Caillot-Duval », rédigée d'après les pièces originales, et publiée par une société de littérateurs lorrains, avec cette épigraphe : 'Ne vous étonnez pas de voir les personnes simples croire sans raisonnement.' Pensées de Pascal, chap. VI. A Nancy, et se trouve à Paris, chez les marchands de nouveautés, 1795.In-8° de 236 pages, non compris 12 pages occupées par deux préfaces.
Les allures mystérieuses de ce titre, qui n'indique ni auteur ni imprimeur, caractérisent également les deux préfaces dont nous venons de parler. C'est toujours ce même mélange de sérieux et de comique, ce même esprit de causité froide, propre aux railleurs que le peuple appelle des pince-sans-rire.
Après quelques réflexions sur la crédulité humaine et quelques sarcasmes à l'adresse d'un siècle de lumière que la révolution ne lui permettait pas de voir en beau, la prétendue société de littérateurs lorrains donne une relation des circonstances qui ont déterminé sa publication. 
Sans cacher un pseudonyme qu'elle ne veut point révéler, elle essaie de dérouter encore mieux les recherches par un récit tragique, qui montre le faux Caillot-Duval mourant des suites d'un coup de feu reçu à la cuisse, pendant les troubles de Nancy, et lui confiant, à son heure dernière, le soin d'éditer sa volumineuse correspondance. Il est promu lieutenant en 1788 ; il quitte la France et voyage en Europe centrale et en Russie. 
Cette branche s'est éteinte en la personne d'Alphonse Toussaint Joseph André Marie Marseille, comte de Fortia de Piles. Il servait en qualité de sous-lieutenant au régiment du roi, infanterie, lorsque la révolution de 1789 amena la dissolution de ce corps, et il fut nommé chevalier de Saint-Louis. Il avait épousé, en 1786, une fille du président à mortier de Cabre de Roquevaire. Le 5 décembre 1804 (14 frimaire an XIII) il est élu  à l'Académie de Marseille.

## Source
- Ressources relatives à la musique :   - International Music Score Library Project
  - Grove Music Online
  - Répertoire international des sources musicales
- Ressource relative au spectacle :   - César
- Notices d'autorité :   - VIAF
  - ISNI
  - BnF (données)
  - IdRef
  - LCCN
  - GND
  - Espagne
  - Belgique
  - Pays-Bas
  - Pologne
  - Israël
  - NUKAT
  - Suède
  - WorldCat
- Généalogie de la Maison de Fortia de Piles et ses alliances (Base Roglo créée par Daniel de Rauglaudre)